# Euproctis euphlebodes
Euproctis euphlebodes är en fjärilsart som beskrevs av Collenette 1947. Euproctis euphlebodes ingår i släktet Euproctis och familjen tofsspinnare. Inga underarter finns listade i Catalogue of Life.